# Lute Olson
Robert Luther Olson, detto Lute (Mayville, 22 settembre 1934 – Tucson, 27 agosto 2020), è stato un allenatore di pallacanestro statunitense, membro del Naismith Memorial Basketball Hall of Fame dal 2002.

## Palmarès
- Campione NCAA (1997)
- Clair Bee Coach of the Year Award (2001)